# Vuelta a Aragón
La Vuelta a Aragón è una corsa a tappe maschile di ciclismo su strada. Si disputa nella regione dell'Aragona, in Spagna, ogni anno in primavera (aprile/maggio), ed è organizzata dal Club Ciclista Iberia.
Corsa quasi annualmente dal 1965 (anche se la prima edizione risale al 1939), nel 2005 ha fatto parte del calendario dell'UCI Europe Tour, classe 2.1; dopo il 2005, tuttavia, non è più stata disputata a causa di difficoltà finanziarie, fino al 2018, quando venne nuovamente organizzata.

## Albo d'oro
Aggiornato all'edizione 2018.
| Anno    | Vincitore                | Secondo               | Terzo                   |
| ------- | ------------------------ | --------------------- | ----------------------- |
| 1939    | Antonio Andrés Sancho    | Fermín Trueba         | Antonio Escuriet        |
| 1940-53 | non disputata            | non disputata         | non disputata           |
| 1954    | Francisco Alomar         | Jesús Loroño          | Miguel Poblet           |
| 1955-64 | non disputata            | non disputata         | non disputata           |
| 1965    | José Pujol               | Bernard Labourdette   | Ramon Pages             |
| 1966    | Salvador Canet           | José Gómez Lucas      | Vicente López Carril    |
| 1967    | José Luis Uribezubia     | Alain Perrot          | José María Beltrán      |
| 1968    | José Manuel Abellan      | Enrique Sanchidrian   | Enrique Sahagún         |
| 1969    | Jesús Manzaneque         | Jo Martínez Esterlich | Antonio Cerda           |
| 1970    | Luis Pedro Santamarina   | Jesús Manzaneque      | José Antonio González   |
| 1971    | Ramón Sáez               | Juan Silloniz         | Antonio Gómez del Moral |
| 1972    | non disputata            | non disputata         | non disputata           |
| 1973    | Jesús Manzaneque         | Vicente López Carril  | Javier Elorriaga        |
| 1974    | Javier Elorriaga         | Carlos Melero         | Antonio Jiménez Luján   |
| 1975    | Agustín Tamames          | José Martins          | Pedro Torres            |
| 1976    | Javier Elorriaga         | Jesús Manzaneque      | Roger Rosiers           |
| 1977    | José Nazabal             | Félix Suárez          | Meinrad Vogele          |
| 1978    | José Suárez Cueva        | Andrés Oliva          | Felipe Yáñez            |
| 1979    | Roque Moyá               | Jesús Hiniesto        | Francisco Javier Cedena |
| 1980    | Faustino Fernández Ovies | Isidro Juárez         | Ángel López del Alamo   |
| 1981    | Antonio Coll             | Juan Fernández Martín | Francisco Albelda       |
| 1982    | Carlos Hernández         | Eddy Vanhaerens       | Jan Jonkers             |
| 1983    | Pedro Delgado            | José Recio            | Julián Gorospe          |
| 1984    | José Recio               | Ángel Arroyo          | Pello Ruiz Cabestany    |
| 1985    | José Recio               | Carlos Hernández      | Jørgen Vagn Pedersen    |
| 1986    | Stefan Joho              | Mathieu Hermans       | Jörg Müller             |
| 1987    | Anselmo Fuerte           | Ángel Arroyo          | Reimund Dietzen         |
| 1988    | Francisco Javier Mauleón | Mathieu Hermans       | Janusz Kuum             |
| 1989    | Iñaki Gastón             | Roberto Torres        | Carlos Hernández        |
| 1990    | Niko Emonds              | Iñaki Gastón          | Benny Van Brabant       |
| 1991    | Edgard Corredor          | Giuseppe Petito       | Andrea Chiurato         |
| 1992    | Luis Herrera             | Pëtr Ugrumov          | Laurent Bezault         |
| 1993    | Alfonso Gutiérrez        | Peter De Clercq       | Melchor Mauri           |
| 1994    | Marino Alonso            | Melchor Mauri         | José Luis Rodríguez     |
| 1995    | Fernando Escartín        | Aitor Garmendia       | Laudelino Cubino        |
| 1996    | Melchor Mauri            | Aitor Garmendia       | Juan Carlos Domínguez   |
| 1997    | Aitor Garmendia          | Mikel Zarrabeitia     | Abraham Olano           |
| 1998    | Aitor Garmendia          | Daniel Clavero        | Íñigo Cuesta            |
| 1999    | Juan Carlos Domínguez    | José María Jiménez    | Leonardo Piepoli        |
| 2000    | Leonardo Piepoli         | Aitor Garmendia       | Bingen Fernández        |
| 2001    | Juan Carlos Domínguez    | Roberto Heras         | Aleksandr Šefer         |
| 2002    | Leonardo Piepoli         | Aleksandr Šefer       | Aitor Osa               |
| 2003    | Leonardo Piepoli         | Gilberto Simoni       | Manuel Beltrán          |
| 2004    | Stefano Garzelli         | Denis Men'šov         | Leonardo Piepoli        |
| 2005    | Rubén Plaza              | Luis Pérez Rodríguez  | Charles Wegelius        |
| 2006-17 | non disputata            | non disputata         | non disputata           |
| 2018    | Jaime Rosón              | Javier Moreno         | Mikel Bizkarra          |